# 新井進
新井 進（あらい すすむ、1929年9月7日 - ）は、日本のプロゴルファー。

## 来歴
1957年の日本プロではマッチプレーに進出する16人を決める36ホールのストロークプレーである初日、通算2アンダーの142で小野光一と共に予選を1位タイで通過し、本戦では2日目の2回戦で中村寅吉に6&4で敗れている。
1960年には奈良国際GCで行われた関西オープンで杉原輝雄を抑えて優勝し、1963年には同地開催の関西プロで橘田規を抑えて優勝。
1963年の中日クラウンズでは最終日第3ラウンドを72で回って2打差2位に急浮上し、第4ラウンドでは78を叩いて4位にとどまった。
1967年の第1回西日本サーキットBSシリーズでは初日を中村・橘田と共に首位の藤井義将を追う形でスタートし、最終日には午前中に調子を崩した藤井を抑えて3アンダーで首位に立つ。追う中村、橘田に3打差で楽に優勝かと思われたが、午後の最終インコース11番で3パットのボギーとし、続く12、14番をバーディを出した中村に追いつかれて苦戦となる。中村は久々の優勝のチャンスを迎えて、それまでのユーモアな笑いも消えて真剣そのものとなり、新井も顔面が固くなっているのが判るほどの緊張ぶりを見せた。新井は15番で2打グリーンを外して寄せたのが入らずボギーとし、中村に逆に1打リードされたが怯まず、16番ではうまくピン側に寄せてバーディを取り再びタイに持ち込んだ。中村と新井の激しい鍔迫り合いにギャラリーも湧き、次の17番で中村はグリーンオーバーからの返しのショートアプローチが下りという難しい場面となり、これを意識しすぎてショートし、1mのパットが入らぬ致命傷となる。新井は再び1打リードをとって最終18番ホールとなり、中村は2オン8mのパットを狙ったが惜しくも外れる。新井が中村と1打差、3位の橘田とは2打差という激戦の末、通算6アンダー282で逃げ切って優勝、賞金50万円を獲得。
1968年の第2回西日本サーキットBSシリーズではコースを覚え込んだのか、4位に食い込んだ。1日競技の全日本トッププロ招待では午前69・午後67と60台を続けてマークしたが、午前63をマークした宮本省三の2位に終わる。日本プロでは2日目にラフに苦しんでスコアを落とす関東勢を尻目に、首位に立った島田幸作から1打差の2位に着け、3打差3位タイに松田司郎・杉原と上位には関西勢が並んだ。
1973年の第1回KBCオーガスタでは2日目と最終日に68をマークして6位に入り、1974年の同大会では2番で大会初のホールインワンを記録。
城陽カントリー倶楽部所属で、教え方では関西ナンバー1といわれ、弟子には能田征二・山本善隆がいた。
元々理論的にゴルフをしたいと思っていた新人研修生の山本に、新井の教えはピタリとハマった。新井は説明した後に言った通りに打って見せ、基本的なことを教え、山本は新井や能田らと一緒にラウンドしていたことで成長した。

## 主な優勝
- 1960年 - 関西オープン
- 1963年 - 関西プロ
- 1967年 - 西日本サーキットBSシリーズ